# Fregatidae
Fregata · Frégatidés
Famille
Genre

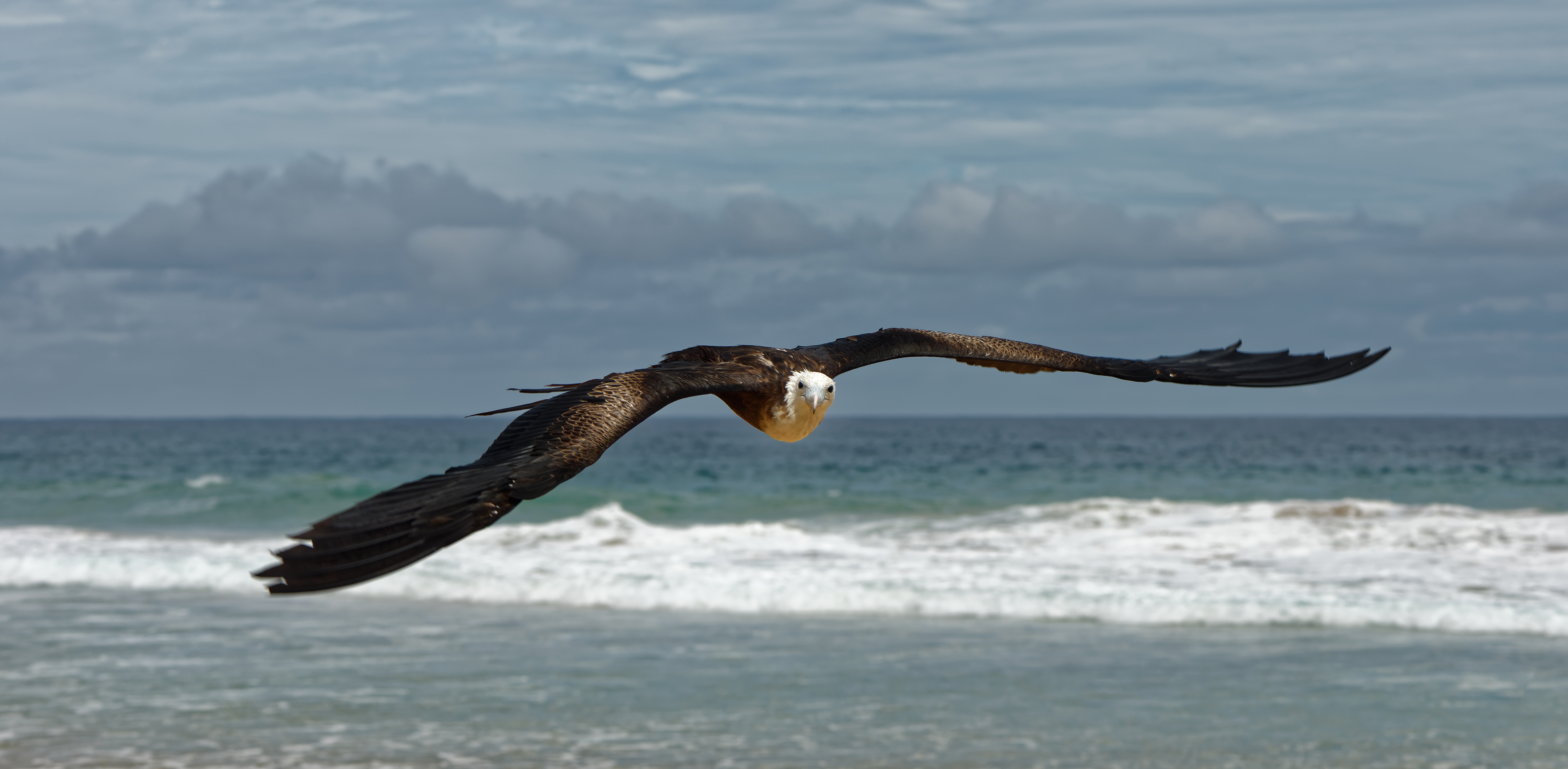
Fregatidae dans l'aire protégée Fernando de Noronha au Brésil. Février 2016.

Les Fregatidae (Frégatidés en français) sont une famille d'oiseaux de mer légers, de taille moyenne à grande (de 71 à 114 cm), appelés frégates. Cette famille n'est constituée que du seul genre Fregata.

## Description
Les frégates ont les ailes longues (leur envergure peut atteindre 2,3 mètres chez les mâles), la queue pointue et fourchue, le bec long et crochu. La femelle a généralement le cou blanc. Le mâle possède une poche rouge, plus précisément un sac gulaire sous la gorge, qu'il gonfle pendant la période des amours pour attirer les femelles.
Ces oiseaux ne nagent pas, marchent plutôt mal, et ne peuvent décoller d'une surface plane. Ils possèdent un des plus grands rapports envergure des ailes / poids du corps, et peuvent de ce fait voler très longtemps sans être fatigués. Ils sont capables de voler plusieurs mois sans se poser.
La femelle pond 1 à 2 œufs, et les deux parents se relaient au nourrissage durant les trois premiers mois. Seule la mère élève le ou les petits les 8 mois suivants. Les frégates n'en élèvent pas tous les ans. Les petits se nourrissent directement dans le bec de leurs parents.

## Habitats et répartition
On les trouve sur les océans tropicaux et subtropicaux, en eaux côtières ou pélagiques.

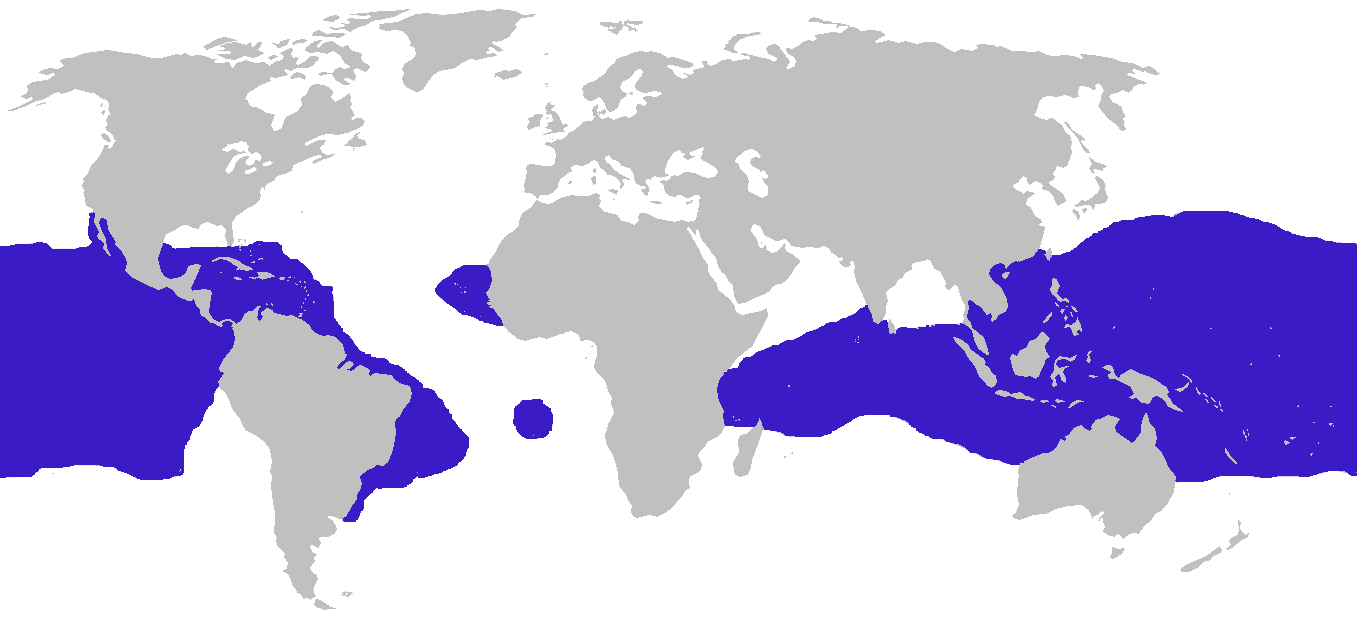
Aire de distribution des frégates

Pour compléter la carte, il convient d'ajouter le canal du Mozambique.
En liaison avec les sites protégés de reproduction des tortues marines et le régime des vents de mousson, la présence de l'espèce est connue dans les îles Éparses françaises de l'océan Indien : par périodes à l'île Tromelin suivant les vents, aux îles Glorieuses, sur l'île Juan de Nova et en particulier dans le Sud du canal du Mozambique sur l'île Europa avec une colonie permanente.

## Alimentation
L'alimentation des frégates est essentiellement pélagique. Comme ces oiseaux ne peuvent pas atterrir sur l'eau, ils enlèvent leurs proies au vol lorsque celles-ci s'approchent trop de la surface de l'océan. Cette nourriture se compose essentiellement de poissons et de calmars, ainsi que de jeunes tortues de mer essayant de gagner la mer. Elle capture également des poussins d'oiseaux de mer, au nid. Mais il est très fréquent de les voir attaquer d'autres oiseaux de mer et les harceler jusqu'à ce qu'ils soient obligés de régurgiter la nourriture qu'ils ont absorbée. Les frégates se l'approprient ensuite. Toutefois ils capturent la plus grande part de leur nourriture eux-mêmes.
C'est avec des frégates Fregata minor suivies par satellite (via des balises ARGOS) qu'on a pu pour la première fois, dans le canal de Mozambique à l'ouest de Madagascar, scientifiquement démontrer que des prédateurs supérieurs marins sont capables de détecter et suivre le déplacement de structures discrètes et fines (dites sub-mésoéchelles, c'est-à-dire à des échelles de l'ordre de la centaine de km) des couches supérieures des océans, induites par le lent déplacement de grands tourbillons océaniques, lesquels forment des sortes de corridors biologiques marins invisibles (à nos yeux) mais où se déplace la nourriture des frégates et au-dessus desquels se déplacent les frégates,.

## Position systématique
Comme l'ensemble des familles de l'ancien ordre des Pelecaniformes, les frégatidés ont été intégrés dans l'ordre élargi des Ciconiiformes, à la suite des résultats d'expériences d'hybridation de l'ADN (classification de Sibley & Monroe, 1990)) montrant que le clade Ciconiiformes + Pelecaniformes était monophylétique.
Des études phylogéniques de séquences de gènes mitochondriaux et nucléaires ont montré que ce clade pouvait être découpé en trois ordres monophylétiques (Van Tuinen et al. 2001, Ericson et al. 2006, Hackett et al. 2008). En conséquence, les Fregatidae ont été déplacés dans un nouvel ordre, les Suliformes, à la suite du congrès 2010 de l'American Ornithologists' Union (AOU). Le Congrès ornithologique international a immédiatement répercuté cette modification taxinomique dans sa classification de référence à la version 2.6.

## Liste des espèces
D'après la classification de référence (version 14.1, 2024) de l'Union internationale des ornithologues, il y a 5 espèces de Fregatidae toutes du genre Fregata. Liste par ordre phylogénique :
- Fregata Lacépède, 1799 (5 espèces) ;
  - Fregata aquila (Linnaeus, 1758) – Frégate aigle-de-mer ;
  - Fregata magnificens Mathews, 1914 – Frégate superbe ;
  - Fregata ariel (Gray, GR, 1845) – Frégate ariel ;
  - Fregata minor (Gmelin, JF, 1789) – Frégate du Pacifique ;
  - Fregata andrewsi Mathews, 1914 – Frégate d'Andrews.

## Dans la culture
- Une Frégate superbe est représentée sur le drapeau des Kiribati.